# DDR-Einzelmeisterschaft im Schach 1988
Die 37. DDR-Einzelmeisterschaft im Schach fand im Februar 1988 in Stralsund statt.
Die Teilnehmer hatten sich über das sogenannte Meisterklassenturnier sowie ein System von Vorberechtigungen und Freiplätzen für diese Meisterschaft qualifiziert. Die Meisterklassenturniere lösten das bisherige Dreiviertelfinale ab. Im Gegensatz zu diesem wurde jetzt im Schweizer System gespielt.

## Meisterschaft der Herren
Von der DDR-Spitzenklasse fehlten lediglich Wolfgang Uhlmann (erkrankt) und Uwe Bönsch (internationaler Turnierstart). Wie bereits 1983 wurde der Meistertitel unter zwei punktgleichen Spielern geteilt. Der Turnierverlauf war geprägt von wechselnder Dominanz einzelner Spieler. Zunächst führte Thomas Luther mit 3½ Punkten nach vier Runden. Er ließ in der Folge aber viele gute Gelegenheiten aus. Dann übernahm Thomas Pähtz das Kommando (6 aus 8), dem scheinbar nur Lothar Vogt folgen konnte. Doch mit starkem Endspurt (4 Punkte aus den letzten fünf Runden) holte Lutz Espig den Rückstand noch auf und zog mit Pähtz gleich. Nach langer Durststrecke holte er so seinen dritten DDR-Meistertitel, während Pähtz erstmals zu höchsten Ehren kam. Hauptschiedsrichter war Knut Gallien.

### Abschlusstabelle
|     | Teilnehmer                              | 01 | 02 | 03 | 04 | 05 | 06 | 07 | 08 | 09 | 10 | 11 | 12 | 13 | 14 | Punkte |
| --- | --------------------------------------- | -- | -- | -- | -- | -- | -- | -- | -- | -- | -- | -- | -- | -- | -- | ------ |
| 1/2 | Lutz Espig (Greika Greiz)               |    | ½  | ½  | ½  | ½  | ½  | 1  | ½  | 1  | ½  | 1  | 1  | 1  | ½  | 9      |
| 1/2 | Thomas Pähtz (Mikroelektronik Erfurt)   | ½  |    | ½  | ½  | ½  | ½  | ½  | 0  | 1  | 1  | 1  | 1  | 1  | 1  | 9      |
| 03  | Lothar Vogt (Baukombinat Leipzig)       | ½  | ½  |    | ½  | ½  | ½  | ½  | 1  | 0  | ½  | 1  | 1  | 1  | 1  | 8½     |
| 04  | Rainer Knaak (Baukombinat Leipzig)      | ½  | ½  | ½  |    | ½  | 1  | ½  | ½  | 1  | 1  | 0  | ½  | 1  | ½  | 8      |
| 05  | Henrik Teske (Post Dresden)             | ½  | ½  | ½  | ½  |    | ½  | ½  | 1  | ½  | ½  | 1  | ½  | ½  | 1  | 8      |
| 06  | Hans-Ulrich Grünberg (Empor HO Berlin)  | ½  | ½  | ½  | 0  | ½  |    | ½  | 1  | ½  | ½  | 1  | 1  | ½  | 1  | 8      |
| 07  | Raj Tischbierek (AdW Berlin)            | 0  | ½  | ½  | ½  | ½  | ½  |    | ½  | 0  | 1  | 1  | ½  | ½  | 1  | 7      |
| 08  | Gernot Gauglitz (AdW Berlin)            | ½  | 1  | 0  | ½  | 0  | 0  | ½  |    | 1  | ½  | 1  | 0  | 1  | 0  | 6      |
| 09  | Thomas Luther (Mikroelektronik Erfurt)  | 0  | 0  | 1  | 0  | ½  | ½  | 1  | 0  |    | ½  | ½  | ½  | ½  | 1  | 6      |
| 10  | Thomas Casper (Baukombinat Leipzig)     | ½  | 0  | ½  | 0  | ½  | ½  | 0  | ½  | ½  |    | ½  | 1  | ½  | ½  | 5½     |
| 11  | Martin Borriss (WBK 67 Halle-Neustadt)  | 0  | 0  | 0  | 1  | 0  | 0  | 0  | 0  | ½  | ½  |    | 1  | 1  | ½  | 4½     |
| 12  | Ulrich Kobe (Motor Suhl)                | 0  | 0  | 0  | ½  | ½  | 0  | ½  | 1  | ½  | 0  | 0  |    | 0  | 1  | 4      |
| 13  | Helmut Rübensam (Pneumant Fürstenwalde) | 0  | 0  | 0  | 0  | ½  | ½  | ½  | 0  | ½  | ½  | 0  | 1  |    | ½  | 4      |
| 14  | Richard Brömel (Carl Zeiss Jena)        | ½  | 0  | 0  | ½  | 0  | 0  | 0  | 1  | 0  | ½  | ½  | 0  | ½  |    | 3½     |

### Meisterklassenturnier
Das Meisterklassenturnier der Herren fand nach mehreren Verschiebungen vom 8. bis 15. November 1987 in Oybin statt. Hauptschiedsrichter war Johannes Hoffmann, der erstmals einen Bürocomputer zur Turnierverwaltung einsetzte. Die 16 Teilnehmer spielten in sieben Runden nach Schweizer System.
| Rang | Name                                     | Punkte |
| ---- | ---------------------------------------- | ------ |
| 01   | Ulrich Kobe (Motor Suhl)                 | 5      |
| 02   | Martin Borriss (WBK 67 Halle-Neustadt)   | 4½     |
| 03   | Richard Brömel (Carl Zeiss Jena)         | 4½     |
| 04   | Helmut Rübensam (Pneumant Fürstenwalde)  | 4½     |
| 05   | Hans-Joachim Grottke (Empor Potsdam)     | 4½     |
| 06   | Torsten Fiedler (Mikroelektronik Erfurt) | 4      |
| 07   | Jürgen Heinz (Fortschritt Plauen)        | 3½     |
| 08   | Michael Stettler (Vorwärts Demen)        | 3½     |
| 09   | Matthias Rösler (Post Dresden)           | 3½     |
| 10   | Bodo Starck (Post Dresden)               | 3      |
| 11   | Manfred Böhnisch (Lok Leipzig Mitte)     | 3      |
| 12   | Dirk Poldauf (Empor HO Berlin)           | 3      |
| 13   | Mike Stolz (Aufbau Börde Magdeburg)      | 2½     |
| 14   | Eckhard Jeske (Schiffahrt/Hafen Rostock) | 2½     |
| 15   | Werner Hobusch (Stahl Hettstedt)         | 2½     |
| 16   | Alexander Okrajek (Empor HO Berlin)      | 2      |

## Meisterschaft der Damen
In einem stark besetzten Feld gewann Antje Riedel ihre erste nationale Meisterschaft. Mit deutlichem Vorsprung verwies sie die drei Internationalen Meisterinnen auf die folgenden Plätze. Riedel lag frühzeitig in Führung und gab sich in der Folge keine Blöße. Neben der nachrückenden Jugendspielerin Gundula Nehse konnte sich auch Altmeisterin Eveline Nünchert (23. Meisterschaftsteilnahme) trotz vieler Remisen in der Spitzengruppe behaupten.

### Abschlusstabelle
|    | Teilnehmer                            | 01 | 02 | 03 | 04 | 05 | 06 | 07 | 08 | 09 | 10 | 11 | 12 | 13 | 14 | Punkte |
| -- | ------------------------------------- | -- | -- | -- | -- | -- | -- | -- | -- | -- | -- | -- | -- | -- | -- | ------ |
| 01 | Antje Riedel (AdW Berlin)             |    | ½  | ½  | ½  | 1  | ½  | ½  | 1  | 1  | 1  | ½  | 1  | 1  | ½  | 9½     |
| 02 | Marion Heintze (Empor HO Berlin)      | ½  |    | 0  | 0  | ½  | ½  | 1  | 1  | 1  | ½  | 1  | 1  | 1  | ½  | 8½     |
| 03 | Annett Wagner-Michel (AdW Berlin)     | ½  | 1  |    | ½  | 1  | 1  | ½  | ½  | 0  | 0  | ½  | 1  | ½  | 1  | 8      |
| 04 | Iris Bröder (Buna Halle-Neustadt)     | ½  | 1  | ½  |    | 0  | ½  | 1  | ½  | ½  | ½  | ½  | 1  | 1  | ½  | 8      |
| 05 | Gundula Nehse (Post Dresden)          | 0  | ½  | 0  | 1  |    | ½  | ½  | ½  | 1  | 1  | ½  | ½  | 1  | 1  | 8      |
| 06 | Eveline Nünchert (PH Potsdam)         | ½  | ½  | 0  | ½  | ½  |    | ½  | ½  | ½  | ½  | 1  | ½  | ½  | 1  | 7      |
| 07 | Ines Starck (AdW Berlin)              | ½  | 0  | ½  | 0  | ½  | ½  |    | ½  | ½  | ½  | 1  | 1  | 1  | ½  | 7      |
| 08 | Gudula Seils (Rotation Berlin)        | 0  | 0  | ½  | ½  | ½  | ½  | ½  |    | ½  | 1  | ½  | ½  | ½  | ½  | 6      |
| 09 | Constanze Jahn (Buna Halle-Neustadt)  | 0  | 0  | 1  | ½  | 0  | ½  | ½  | ½  |    | 1  | 0  | 0  | ½  | 1  | 5½     |
| 10 | Kerstin Kunze (Chemie Guben)          | 0  | ½  | 1  | ½  | 0  | ½  | ½  | 0  | 0  |    | 1  | ½  | ½  | 0  | 5      |
| 11 | Kathrin Hamm (Motor Leipzig-Lindenau) | ½  | 0  | ½  | ½  | ½  | 0  | 0  | ½  | 1  | 0  |    | ½  | 0  | 1  | 5      |
| 12 | Grit Geißler (Post Dresden)           | 0  | 0  | 0  | 0  | ½  | ½  | 0  | ½  | 1  | ½  | ½  |    | 1  | ½  | 5      |
| 13 | Ulricke Seidemann (PH Potsdam)        | 0  | 0  | ½  | 0  | 0  | ½  | 0  | ½  | ½  | ½  | 1  | 0  |    | 1  | 4½     |
| 14 | Sylvia Wenzel (Rotation Berlin)       | ½  | ½  | 0  | ½  | 0  | 0  | ½  | ½  | 0  | 1  | 0  | ½  | 0  |    | 4      |

### Meisterklassenturnier
Das Meisterklassenturnier der Damen fand Ende August 1987 im Schachdorf Ströbeck statt. Hauptschiedsrichter war Johannes Hoffmann. Die 20 Teilnehmerinnen spielten in neun Runden nach Schweizer System.
| Rang | Name                                    | Punkte |
| ---- | --------------------------------------- | ------ |
| 01   | Sylvia Wenzel (Rotation Berlin)         | 6½     |
| 02   | Grit Geißler (Post Dresden)             | 6½     |
| 03   | Gudula Seils (Rotation Berlin)          | 6½     |
| 04   | Kerstin Kunze (Fortschritt Cottbus)     | 6      |
| 05   | Katja Sommaro (Aktivist Schwarze Pumpe) | 5½     |
| 06   | Sabine Brännström (AdW Berlin)          | 5      |
| 07   | Astrid Micheel (Hydraulik Parchim)      | 5      |
| 08   | Jana Spielmann (Chemie Guben)           | 4½     |
| 09   | Astrid Winter (Motor Leipzig Lindenau)  | 4½     |
| 10   | Claudia Meffert (TU Magdeburg)          | 4½     |
| 11   | Anke Schäfer (TSG Lawalde)              | 4½     |
| 12   | Anita Just (Lok Leipzig Mitte)          | 4½     |
| 13   | Anke Koglin (Motor Weimar)              | 4½     |
| 14   | Antje Ziebell (Lok Rostock)             | 4½     |
| 15   | Heidrun Bade (PH Potsdam)               | 4      |
| 16   | Kathrin Müller (Empor Erfurt)           | 4      |
| 17   | Seifert (Lok Karl-Marx-Stadt)           | 3½     |
| 18   | Ursula Vogler (Buna Halle-Neustadt)     | 3      |
| 19   | Sabine Winter (Rotation Berlin)         | 2½     |
| 20   | Brigitte Meyer (Traktor Ströbeck)       | 0½     |

## Jugendmeisterschaften
| Altersklasse | männlich                                                         | weiblich                                  |
| ------------ | ---------------------------------------------------------------- | ----------------------------------------- |
| 07/08        | Björn Röber (MoGoNo Leipzig) André Schaller (Fortschritt Plauen) | Claudia Fischer (Turbine Frankenberg)     |
| 09/10        | Alexander Naumann (Chemie Wolfen-Nord)                           | Kathrin Geisthardt (Chemie Ilmenau)       |
| 11/12        | Holger Pröhl (TSG Wittenberg)                                    | Steffi Kaube (Chemie Schwarzheide)        |
| 13/14        | Jens-Uwe Maiwald (Post Dresden)                                  | Nicole Kühn (Motor Weimar)                |
| 15/16        | René Stern (Lok Rostock)                                         | Claudia Gaerths (Stahl Niederschönhausen) |
| 17/18        | Martin Borriss (WBK 67 Halle-Neustadt)                           | Jana Spielmann (Chemie Guben)             |